# Église Sainte-Catherine de Dnipro

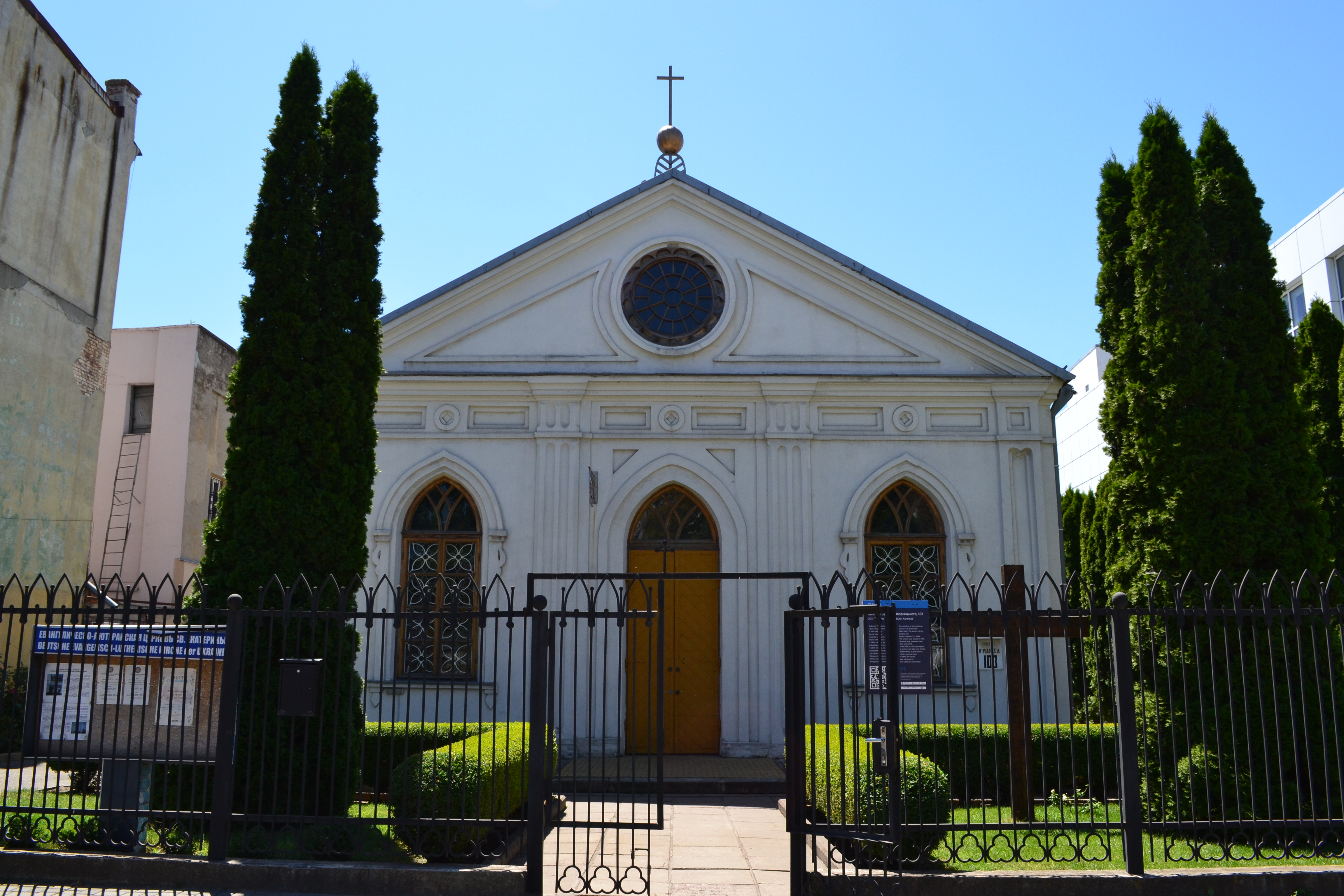
Façade de l'église en 2020.

Pour les articles homonymes, voir Église Sainte-Catherine.
L'église Sainte-Catherine (en ukrainien : Євангелічно-лютеранська церква Святої Катерини ; en russe : Евангелическо-лютеранская церковь Святой Екатерины; en allemand : Evangelisch-lutherische Katharinenkirche), dite aussi l'église allemande (deutsche Kirche), est l'église luthérienne de la ville de Dnipro (avant 2016 Dniepropetrovsk) en Ukraine. C'est le premier édifice protestant à avoir été restauré en Ukraine après la chute de l’Union soviétique.
Il s'agit aujourd'hui d'un édifice inscrit au patrimoine historique protégé.

## Histoire
Les luthériens d'origine allemande sont nombreux à demeurer à Ekaterinoslav (nom de la ville jusqu'en 1926) où ils exercent divers métiers dans le commerce et l'artisanat. La première paroisse luthérienne est enregistrée en 1852 et se place sous le vocable de sainte Catherine d'Alexandrie, patronne de la ville et de sa fondatrice, la Grande Catherine. En 1861, une parcelle du jardin municipal est achetée aux enchères publiques pour la construction d'une église. Les travaux commencent en 1865 et l'église, rectangulaire avec des fenêtres à ogives et vitraux, est consacrée un an plus tard. En 1889, on y adjoint une école élémentaire paroissiale allemande et en 1895 les fidèles font construire une grande maison pastorale.
La répression anti-religieuse s'abat sur tout le pays dans les années 1920 et s'accentue dans les années 1930 dans toute l'URSS. Les protestants sont aussi visés, la plupart des fidèles sont interdits de pratiquer leur culte et les plus impliqués sont arrêtés et condamnés. Le pouvoir soviétique supprime la paroisse et confisque l'église en 1933. En 1941, sous l'occupation allemande, l'église est rouverte et le culte est rétabli; mais en 1943 avec la libération des territoires occupés par la Wehrmacht, la plupart des fidèles - d'origine allemande - fuient avec l'armée allemande, ou bien sont déportés en Sibérie avec l'arrivée de l'Armée rouge. L'édifice, ainsi que la maison du pasteur, sont donnés aux autorités municipales qui en font une bibliothèque et un entrepôt d'archives. 
Avec la glasnost puis la chute du communisme, le nouvel État indépendant ukrainien normalise ses relations avec les différents cultes. La paroisse luthérienne est de nouveau enregistrée en 1991 et les travaux de restauration de l'église commencent, les premiers pour une église protestante dans le pays. L'église est consacrée en 1993. La maison du pasteur est restaurée en 1999.
Aujourd'hui la paroisse n'appartient plus à l'Église évangélique-luthérienne allemande d'Ukraine à cause d'une scission. La grande majorité des descendants d'Allemands étant partis de l'ancienne URSS dès les années 1980 grâce aux lois de retour, la paroisse s'ouvre à de nouveaux représentants d'autres groupes ethniques.

## Bibliographie

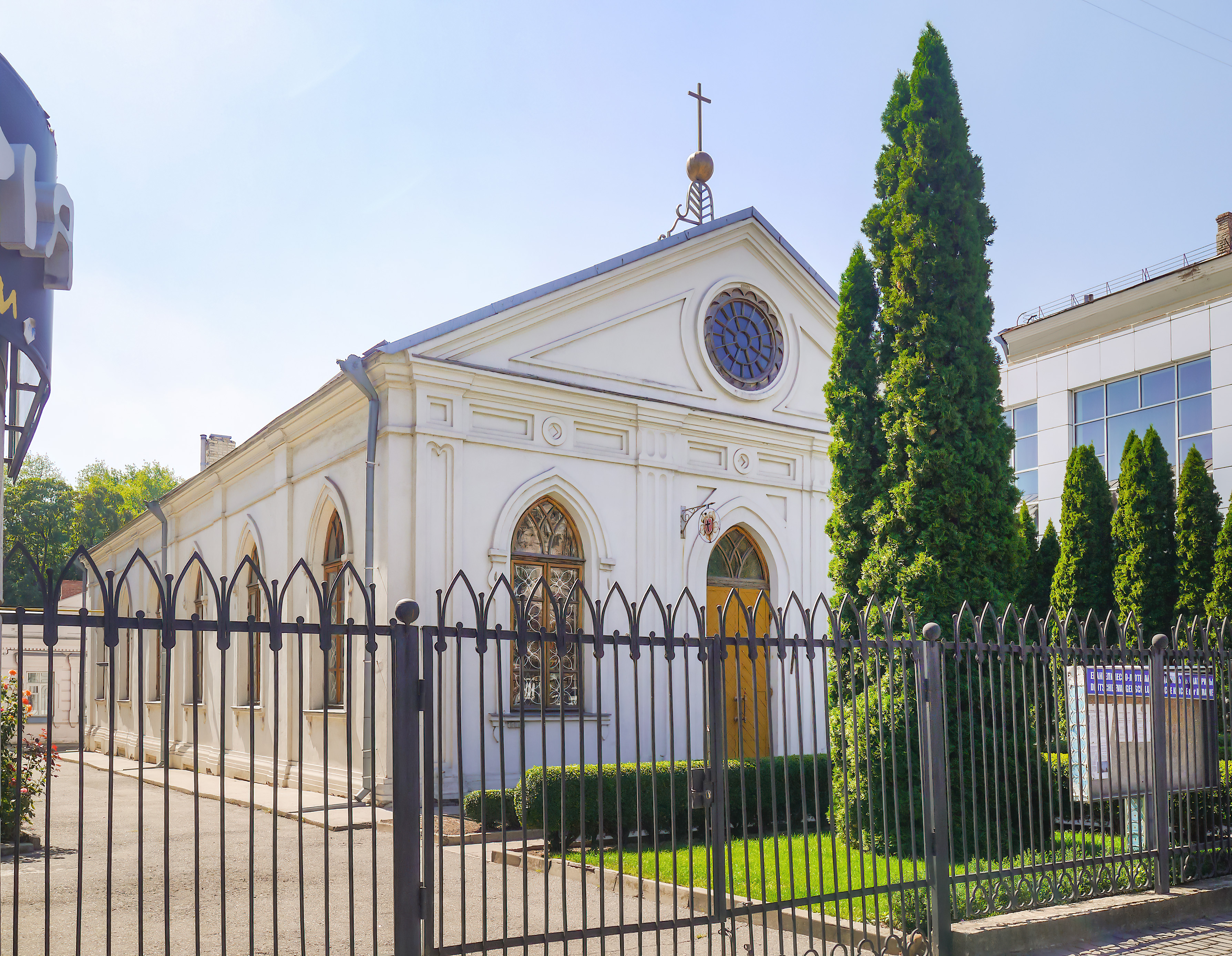
Vue de l'église en 2020.